# شيون (ممثلة)
بارك جونغ هيون، والمعروفة مهنيًا بإسم بارك شي يون (بالكورية: 박지수)‏ هي مغنية وممثلة كورية جنوبية، ولدت يوم 14 نوفمبر 2000 في انيانغ في كوريا الجنوبية.

## روابط خارجية
- شيون (ممثلة) على موقع ميوزك برينز (الإنجليزية)
- شيون (ممثلة) على موقع ديسكوغز (الإنجليزية)
- شيون (ممثلة) على موقع ديسكوغز (الإنجليزية)